# Silnice I/55
Die Silnice I/55 (tschechisch für: „Straße I. Klasse 55“) ist eine tschechische Staatsstraße (Straße I. Klasse).

## Verlauf

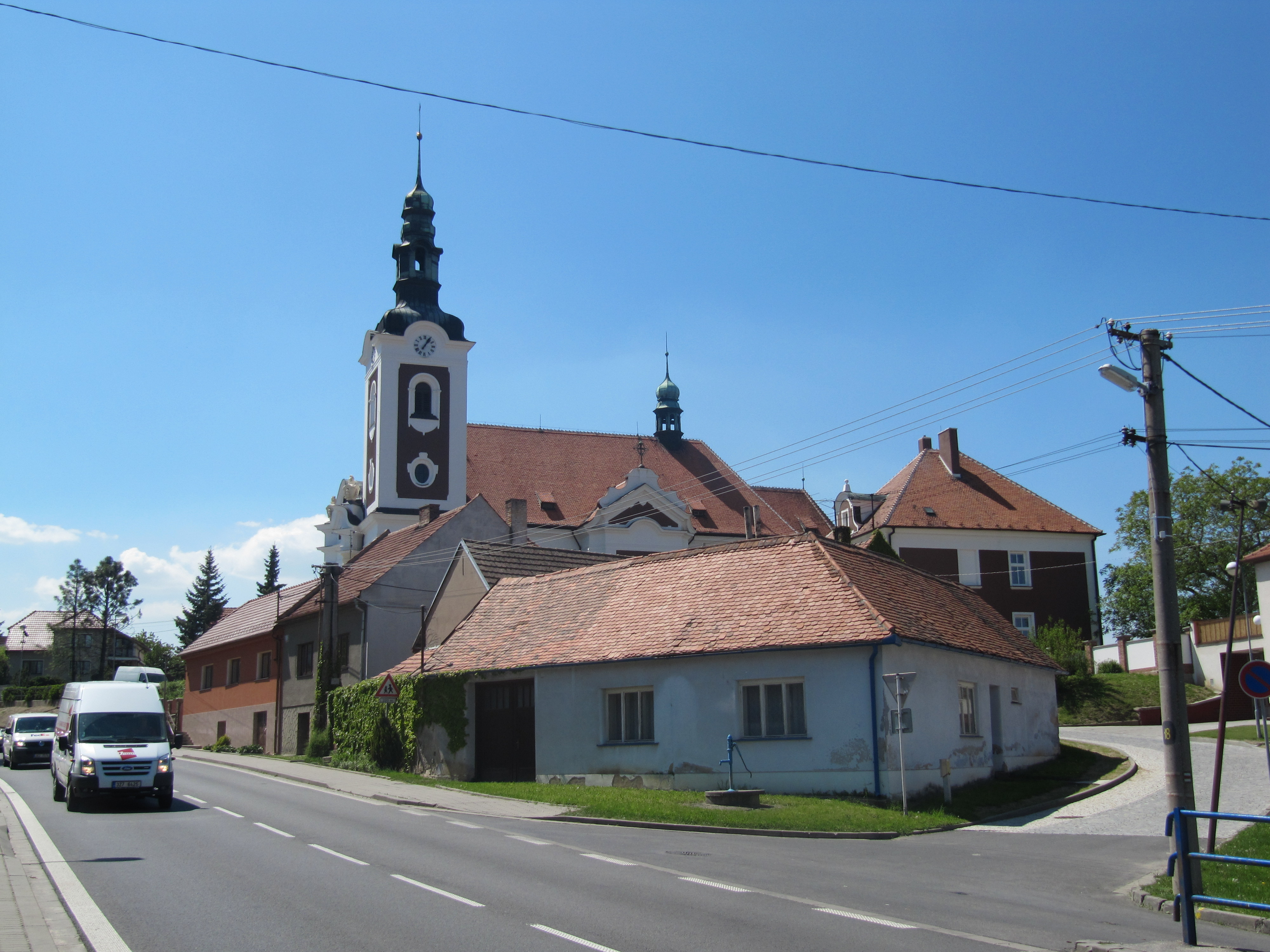
Die Straße in Vnorovy

Die im Wesentlichen parallel zur March (Morava) verlaufende Straße beginnt in der Stadt Olmütz (Olomouc), verlässt diese in südöstlicher Richtung, quert die Autobahn Dálnice 35 (Europastraße 442) bei der Anschlussstelle (exit) 276, führt weiter nach Přerov (Prerau), wo die Silnice I/47 abzweigt (deren Ersetzung durch die hier neu zu bauende Autobahn Dálnice 1 geplant ist), führt von dort aus weiter nach Süden bis Horní Moštěnice (Ober Moschtienitz), wird von hier an durch die bereits ausgebaute Dálnice 1 ersetzt, von der Verzweigung bei Hulín (Hullein) an bis Otrokovice (Otrokowitz) durch die Autobahn Dálnice 55 (bis Ende 2015 Rychlostní silnice R55). Hier trifft die Silnice I/49 auf sie. Die Silnice I/55 führt in generell südlicher Richtung weiter, umgeht Uherské Hradiště (Ungarisch Hradisch) im Westen, verläuft südlich dieser Stadt über eine Strecke von rund 5 Kilometern gemeinsam mit der Silnice I/50, verläuft weiter nach Süden über Uherský Ostroh (Ungarisch Ostra), wo die Silnice I/71 abzweigt, durchquert Veselí nad Moravou (Wessely), wo sie die Silnice I/54 kreuzt, und führt weiter über Strážnice (Straßnitz) und Sudoměřice (Sudomierschitz), wo die Silnice I/70 zur nahen Grenze zur Slowakei abzweigt, überquert die March und führt westlich an Hodonín (Göding) vorbei. Hier zweigt die Silnice I/51 ab, die in die Slowakei führt. Die Silnice I/55 verläuft nun in südwestlicher Richtung nach Břeclav (Lundenburg) und quert dabei die Autobahn Dálnice 2 (Europastraße 65). Über Poštorná (Unterthemenau), wo die Silnice I/40 abzweigt, setzt sie sich schließlich bis zur Grenze zu Österreich vor Reintal fort, auf österreichischem Gebiet als Lundenburger Straße B47.
Die Länge der Straße beträgt knapp 142 Kilometer.

## Geschichte
Von 1940 bis 1945 bildete die Straße von Přerov bis zur österreichischen Grenze die Reichsstraße 374. 